# First National Conference of the Colored Women of America

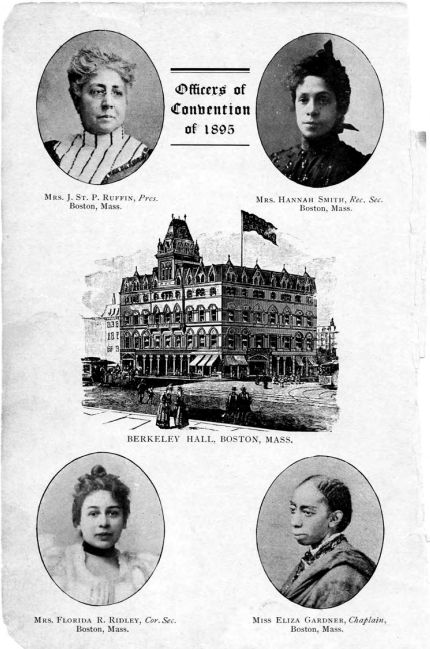
Officers of Convention of 1895

First National Conference of the Colored Women of America var en kongress för färgade kvinnor som ägde rum i Boston i USA augusti 1895. Det var den första kvinnokonferensen för färgade kvinnor i USA och har kallats för startpunkten för den organiserade afroamerikanska kvinnorörelsen. 
Färgade kvinnor hade deltagit i den amerikanska kvinnorörelsen från dess början i Konferensen i Seneca Falls 1848. De hade dock ofta blivit marginaliserade i en kvinnorörelse som dominerades av vita kvinnor, och det amerikanska samhällets starka diskriminering gjorde att färgade kvinnor hade ytterligare behov än vita kvinnor och därför kände behov av sin egen rörelse. 
Därför började separata kvinnoorganisationer för färgade kvinnor uppkomma. En av dessa, Woman's Era Club i Boston, föreslog genom sin tidning The Woman's Era att organisera en kvinnokonferens för färgade kvinnor, och i augusti 1895 hölls First National Conference of the Colored Women of America i Boston, med delegater från 42 afro-amerikanska kvinnoorganisationer från 14 delstater. 
På denna konferens bildades National Federation of Afro-American Women (NFAAW) under ledning av Margaret Murray Washington, som året därpå höll First Annual Convention of the National Federation of Afro-American Women i Washington. 
Under First Annual Convention grundades paraplyorganisationen National Association of Colored Women's Clubs, som därefter höll ytterligare konferenser. 